# Renato Longo
Renato Longo (Vittorio Veneto, 9 de agosto de 1937-Conegliano, 8 de junio de 2023) fue un ciclista italiano que fue profesional de 1960 a 1972. Combinaba el Ciclocrós y la carretera. 

## Carrera deportiva
En la disciplina del ciclocrós fue campeón mundial élite en cinco ocasiones (1959, 1962, 1964, 1965 y 1967).

## Palmarés
| 1958 - 2.º en el Campeonato de Italia de Ciclocrós 1959 - Campeonato Mundial de Ciclocrós - Campeonato de Italia de Ciclocrós 1960 - Campeón de Italia de Ciclocrós 1961 - 2.º en el Campeonato Mundial de Ciclocrós 1962 - Campeonato Mundial de Ciclocrós - Campeón de Italia de Ciclocrós 1963 - 2.º en el Campeonato Mundial de Ciclocrós - 2.º en el Campeonato de Italia de Ciclocrós 1964 - Campeonato Mundial de Ciclocrós - Campeón de Italia de Ciclocrós 1965 - Campeonato Mundial de Ciclocrós - Campeón de Italia de Ciclocrós | 1966 - Campeón de Italia de Ciclocrós 1967 - Campeonato Mundial de Ciclocrós - Campeón de Italia de Ciclocrós 1968 - Campeón de Italia de Ciclocrós 1969 - 3.º en el Campeonato Mundial de Ciclocrós - Campeón de Italia de Ciclocrós 1970 - Campeón de Italia de Ciclocrós 1971 - Campeón de Italia de Ciclocrós 1972 - Campeón de Italia de Ciclocrós |

## Reconocimientos
- Fue designado como uno de los ciclistas más destacados de la historia al ser elegido en el año 2002 para formar parte de la Sesión Inaugural del Salón de la Fama de la UCI.[4]